# Анна де Лузіньян
Анна де Лузіньян або Анна Кіпрська (Anne de Lusignan; 24 вересня 1418 — 11 листопада 1462) — дочка кіпрського короля Януса і Шарлотти Бурбонської (сестри графа де Ла Маршу), спадкоємиця прав на єрусалимську корону, дружина (із 1433 року) герцога Людовика I Савойського, мати 18 дітей, 5 з яких померли в дитинстві. Завдяки династичним шлюбам її дітей і онуків кров Лузіньянів потекла в жилах багатьох правителів Європи.
14-річна Анна зробила подорож з Нікосії в Шамбері і 1 листопада 1433 року  вступила в шлюб з Людовиком I Савойським. У шлюбі за 30 років народила 18 дітей, з яких п'ятеро померли в дитинстві. Вона вела марнотратний спосіб життя і оточила себе фаворитами, що супроводжували її в подорожі з Кіпру. Її звичка до розкоші підірвала фінанси Савойського герцогства. В обмін на замок Варамбон вона виміняла у одного з баронів знамениту Туринську плащаницю, яка зберігалася в каплиці Савойських герцогів в Шамбері. При її дворі працював видатний композитор Гійом Дюфаї.
Анна Кіпрська, в жилах якої текла кров великих хрестоносців і візантійських імператорів, підвищила міжнародний престиж Савойської династії. Будучи по матері француженкою, Анна підтримувала тісні зв'язки з французькою аристократією. Своїх дочок вона видала за дофіна Людовика (майбутнього Людовика XI), коннетабля Сен-Поля і графа де Лонгвиля (сина великого полководця Жана Дюнуа). Міланський герцог Джан Галеаццо Сфорца, (син її дочки Бони) був її онуком, а королева Бона Сфорца — правнучкою.

## Родина
Чоловік — Людовик I, герцог Савойський
Діти:
- Амадей (1435 —1472) — герцог Савої під ім'ям Амадей IX Щасливий, князь П'ємонту, одружений з французькою принцесою Іоландою Валуа.
- Людовик (1436—1482) — граф Женеви і король Кіпру, одружений першим шлюбом з принцесою Аннабеллою Шотландською, другим шлюбом з королевою Шарлоттою Кіпрською ;
- Марія (1437) — померла немовлям.
- Філіп (1438—1497) — герцог Савойський, князь П'ємонтський.
- Маргарита (1439—1483) — першим шлюбом одружена з Джованні IV Палеологом (1413—1464), маркграфом Монферратським, другим шлюбом з П'єром II де Люксембурзьким (1435—1482), графом Сен-Поля;
- П'єр (1440 —1458) — архієпископ Тарантеза;
- Янус (1440—1491) — граф Женеви і Фосін'і, генерал-губернатор Ніцци, одружений з принцесою Оленою Люксембурзькою (пом. 1488);
- Шарлотта (1441—1483) — з 1451 року дружина короля Франції Людовіка XI.
- Аймоне (1442—1443)
- Яків (1444—1445)
- Агнеса (1445 —1509) — з1466 року дружина Франсуа Орлеанського, графа де Лонгвіль (1447—1491).
- Іоанн Людовик (1447 —1428) — єпископ Женеви і єпископ Тарантез.
- Марія (1448—1475) — дружина Луї де Люксембург-Сен-Поль (1418—1475).
- Бона Савойська (1449—1503) — дружина Галеаццо Сфорца (1444—1476), герцога Мілана.
- Яків (1450—1486) — граф Ромонта, сеньйор Во.
- Анна (1452) — померла немовлям.
- Франциск (1454 —1490) — архієпископ Оша і єпископ Женеви.
- Іоанна (1455).

## Галерея (діти Анни де Лузіньян)

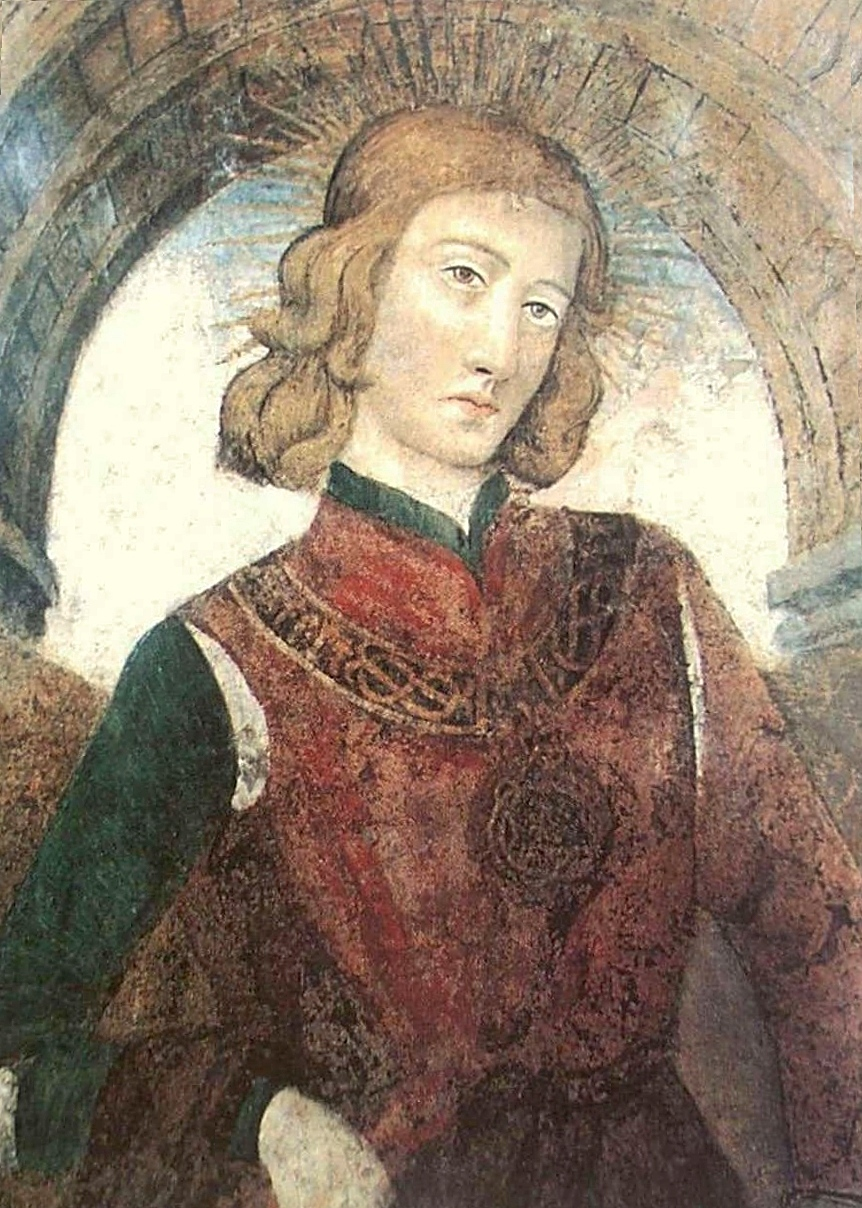
Амадей
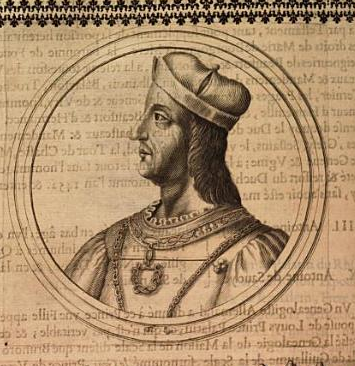
Людовик
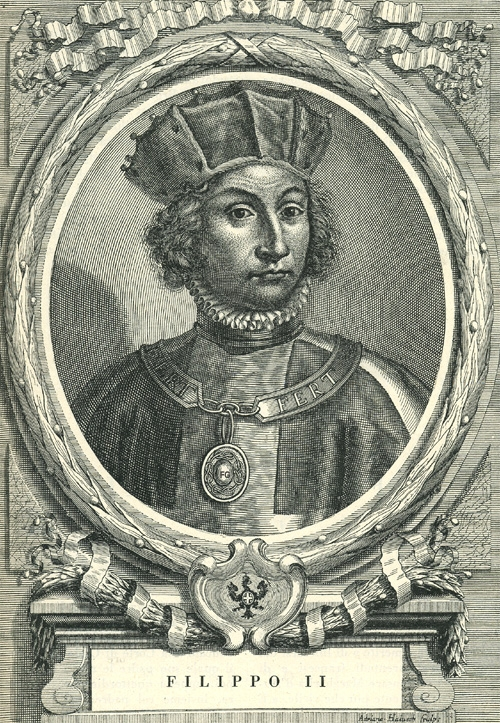
Філіп II
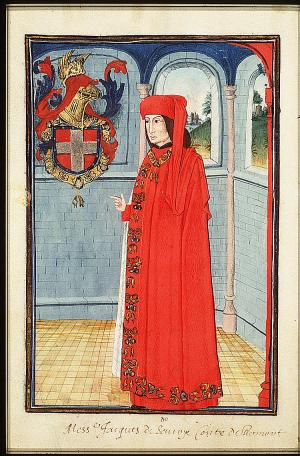
Іоанн
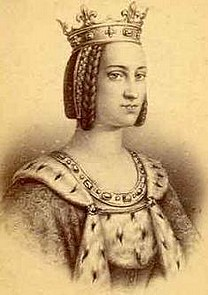
Шарлотта
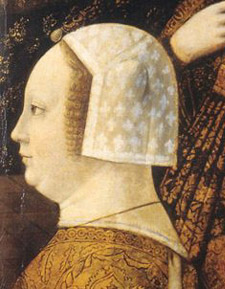
Бона
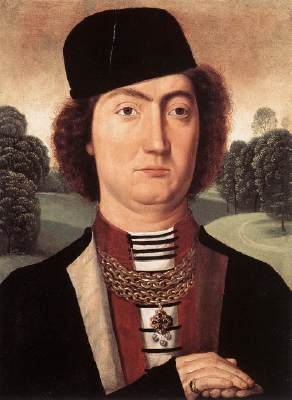
Жак (1450-1486)